# Berens Islands
Die Berens Islands sind eine Inselgruppe im westlichen Teil des Coronation Gulf in der Kitikmeot-Region im Territorium Nunavut im Norden Kanadas.
Weitere Inselgruppen in der Nähe sind die Black Berry Islands, Couper Islands, Deadman Islands, Lawford Islands, Leo Islands und Sir Graham Moore Islands.